# Agencja Żydowska

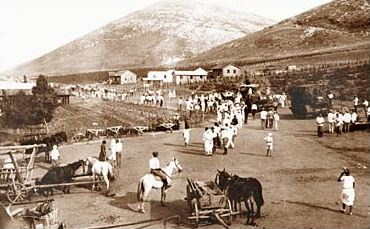
Pionierzy zakładają kibuc Ein Harod

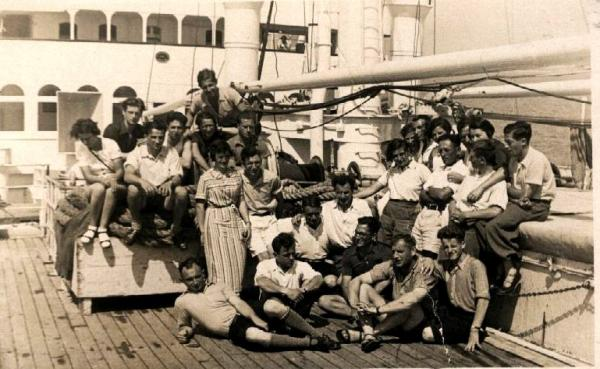
Żydowscy imigranci (lata 30. XX w.)

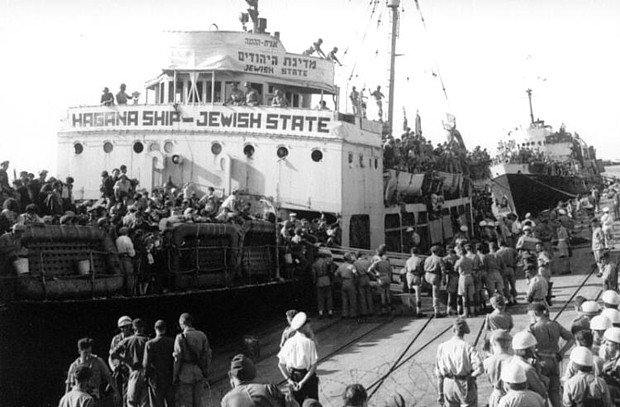
Hagana Ship – Jewish State w porcie Hajfa (1947)

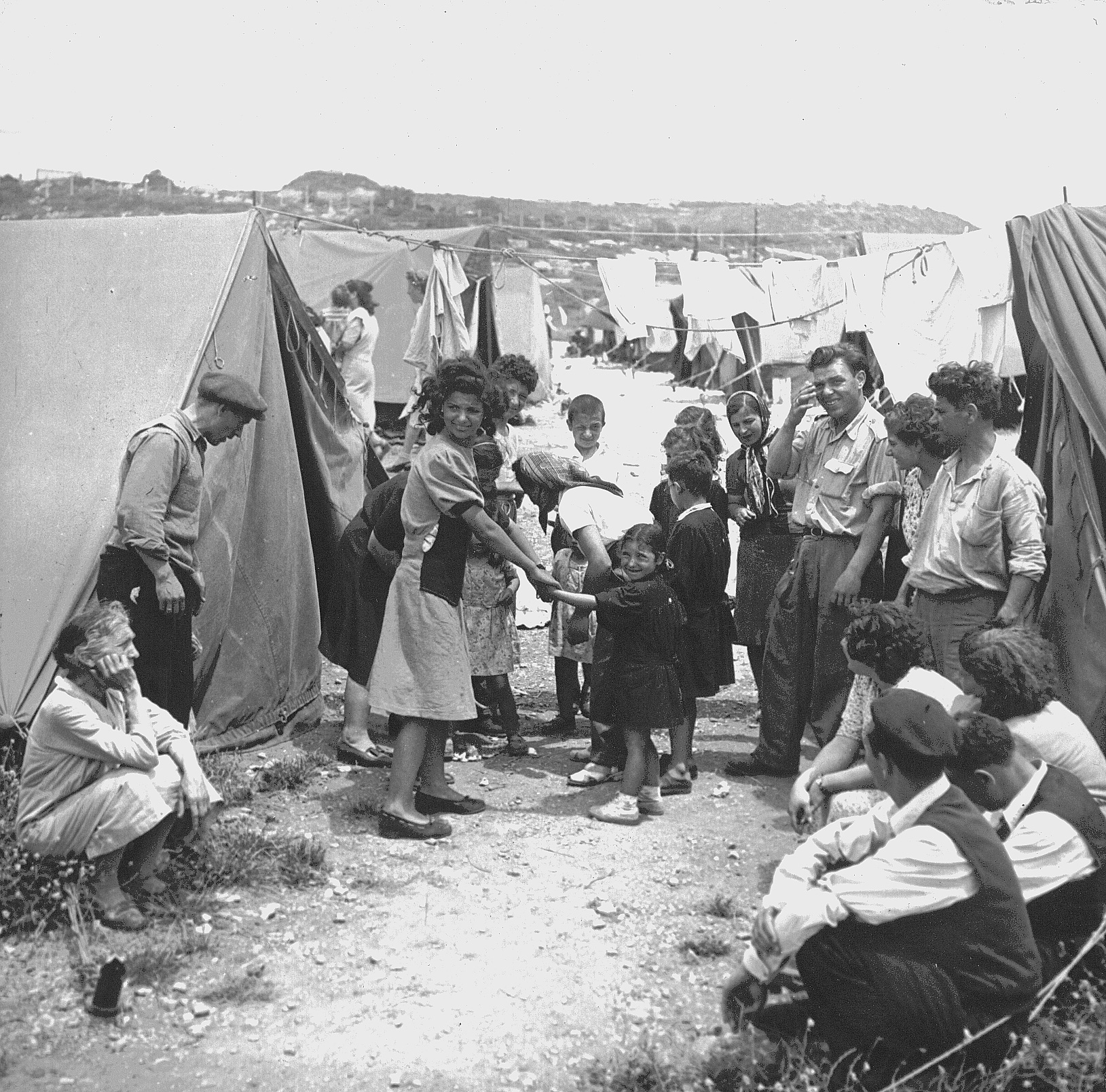
Nowi imigranci (1950)

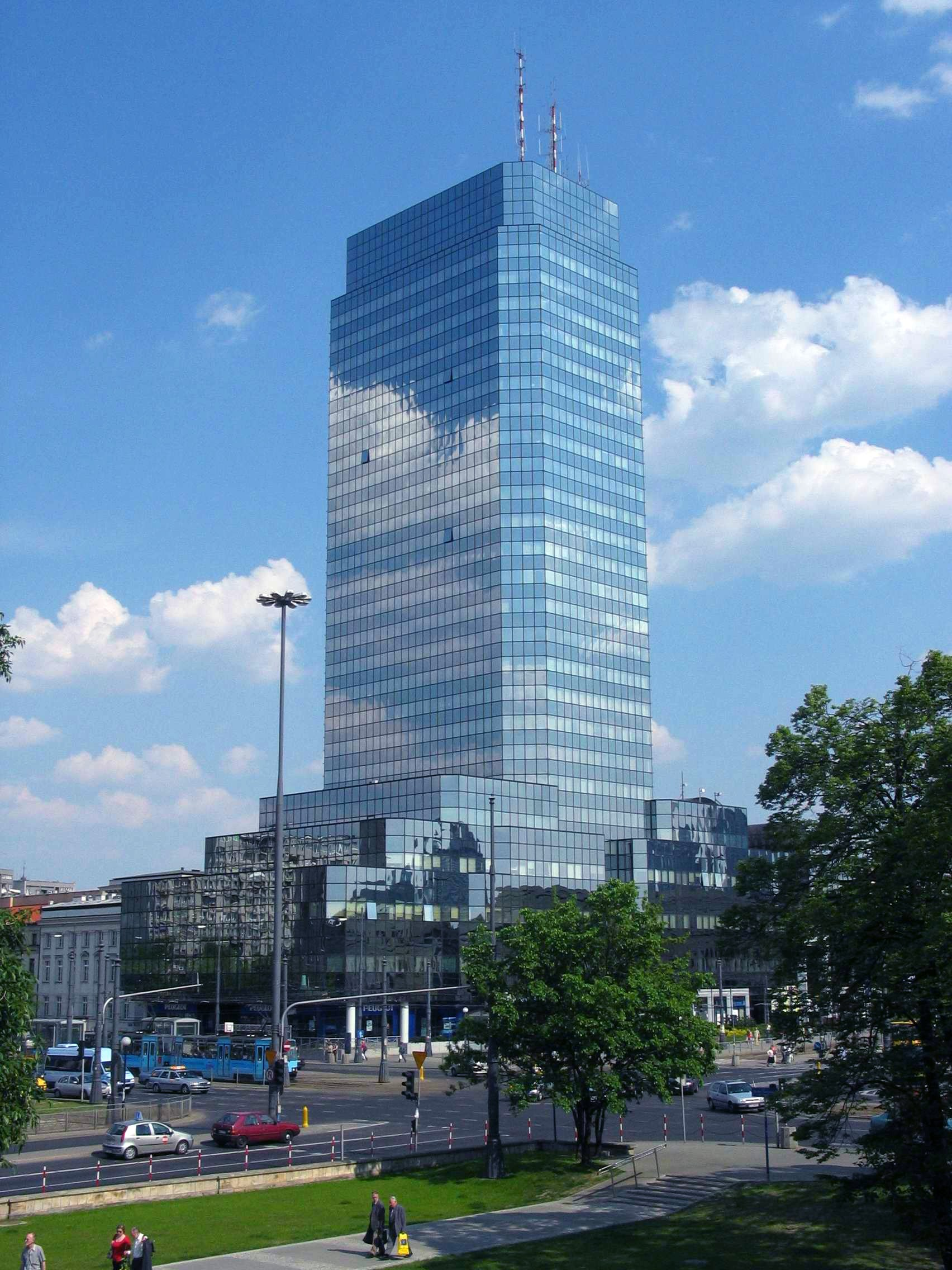
Siedziba przedstawicielstwa Agencji Żydowskiej w Warszawie w Błękitnym Wieżowcu przy pl. Bankowym (2006-)

Agencja Żydowska na rzecz Izraela (hebr. ‏הסוכנות היהודית לארץ ישראל‎, Ha-Sochnut ha-Jehudit le-Erec Israel; ang. Jewish Agency for Israel) nazywana w skrócie Sochnut lub JAFI – organizacja syjonistyczna działająca na całym świecie na rzecz rozwoju gospodarczego Izraela i zwiększenia zdolności przyjmowania Żydów z diaspory chcących się w nim osiedlić. Jest organem wykonawczym Światowej Organizacji Syjonistycznej.

## Historia
Początki historii Agencji Żydowskiej sięgają 1908, kiedy to Organizacja Syjonistyczna (powstała w 1897, a w 1960 zmieniła nazwę na Światowa Organizacja Syjonistyczna) otworzyła w Jafie Biuro Palestyny (znane również jako Urząd Ziemi Izraela – ang. Eretz Yisrael Office). Pod zarządem Arthura Ruppina prowadziło ono politykę wspierania osadnictwa żydowskiego w Palestynie.
Po ogłoszeniu w 1917 prosyjonistycznej deklaracji Balfoura, przewodniczący Federacji Syjonistycznej Wielkiej Brytanii i Irlandii Chaim Weizman wysłał w marcu 1918 Komisję Syjonistyczną do Palestyny. Działała ona z upoważnienia rządu brytyjskiego. Komisja dotarła do Palestyny w dniu 14 kwietnia 1918. Do jej zadań należało zbadanie lokalnych warunków i ocenienie, czy jest możliwy rozwój żydowskiego osadnictwa w Palestynie. Raport został przedstawiony brytyjskim władzom. Popierał on ideę ruchu syjonistycznego. Następnie Weizman zaangażował się w restrukturyzację Biura Palestyny i rozwój jego działalności na rzecz zakupu ziemi, wspierania imigracji żydowskiej, wspierania osadnictwa, rolnictwa i wsparcia finansowego. W dniu 19 kwietnia 1920 odbyły się wybory do Zgromadzenia Reprezentantów (hebr. אספת הנבחרים, Asefat HaNivharim) będącego przedstawicielstwem społeczności żydowskiej żyjącej w Mandacie Palestyny.
W 1922 Liga Narodów formalnie przyznała Wielkiej Brytanii Mandat Palestyny. Artykuł 4 mandatu przewidywał „utworzenie Agencji Żydowskiej jako właściwego organu publicznego w celu zapoznania się i współpracy z Administracją Palestyny w sprawach ekonomicznych, społecznych i innych, które mogą mieć wpływ na ustanowienie Narodowego Domu Żydowskiego i interesy żydowskiej populacji w Palestynie”. Brytyjskie władze mandatowe dążyły do utworzenia podobnego arabskiego Zgromadzenia Reprezentantów, propozycje te jednak były odrzucane przez arabską społeczność Mandacie Palestyny.
W następnych latach ruch syjonistyczny wspierał rozwój żydowskiego osadnictwa w Palestynie. Chaim Weizman nadzorował planowanie, jak i sprawował władzę wykonawczą w zakresie zakupu ziemi, budowy szkół i szpitali, a następnie tworzenia żydowskiej organizacji paramilitarnej Hagany. Działalność ta spotkała się z licznymi protestami i oskarżeniami o nadużycia ze strony Arabów, który wymogli na władzach brytyjskich wprowadzenie limitów żydowskich imigrantów napływających do Mandatu Palestyny. Zadaniem żydowskiego przedstawicielstwa było interpretowanie klauzuli „białej księgi” (przyjętych przez rząd brytyjski zasad imigracji Żydów), a także regulowanie wszystkich spraw wewnętrznych społeczności żydowskiej w Palestynie – imigracja (przydzielanie świadectw zapewnionych według pełnomocnictwa władzy), przesiedlanie nowych imigrantów, zawieranie nowych porozumień, rozwój gospodarczy, edukacja i kultura, szpitale i służba zdrowia. Fundatorami Agencji Żydowskiej byli Louis Marshall, Leon Blum i Felix Warburg.

### Agencja Żydowska dla Palestyny
W 1929 podczas XVI Kongresu Syjonistycznego w Zurychu w Szwajcarii, Światowa Organizacja Syjonistyczna przyjęła sprawozdanie ze wzrostu trzeciej i czwartej aliji. Chaim Weizman wskazał na duże trudności szybkiego rozwoju osadnictwa ze względu na trudności finansowe. Weizman wierzył, że bogaci Żydzi mogą wesprzeć drobnymi kwotami dalszy rozwój osadnictwa, co umożliwiłoby sfinansowanie czwartej aliji. W związku z tym 11 sierpnia 1929 przegłosowano oficjalne utworzenie Agencji Żydowskiej na rzecz Palestyny (ang. Jewish Agency for Palestine). Nowe ciało było dużo większe od wcześniej istniejących, i oprócz przedstawicieli organizacji syjonistycznych skupiało wielu bogatych Żydów, którzy byli gotowi wesprzeć politykę syjonistyczną w Mandacie Palestynie.
25 sierpnia 1933 przedstawiciele Agencji Żydowskiej oraz Niemieckiej Federacji Syjonistycznej zawarli porozumienie z niemieckim ministrem finansów w tzw. umowie transferowej. Naziści zgodzili się nie utrudniać żydowskiej emigracji z Niemiec, w zamian za transfer kapitału w postaci niemieckich towarów (w latach 1933–1939 przetransferowano do Niemiec ogółem 40 419 000 dolarów amerykańskich, które umożliwiły zorganizowanie wyjazdu 60 tysięcy Żydów niemieckich). Trudna sytuacja europejskich Żydów zmusiła Haganę do zorganizowania piątej aliji. W 1935 przewodniczącym Agencji Żydowskiej został Dawid Ben Gurion. Podczas II wojny światowej Agencja wspierała aliję bet. Po wojnie Agencja Żydowska powołała komisję pomocy europejskim Żydom. Komisja rozpoczęła pracę odnajdywania ocalonych z Holocaustu, przekazywania im paczek żywnościowych i wystawiania świadectw imigracyjnych. Przedstawiciele Agencji odwiedzali obozy przejściowe dla przesiedleńców. Ogółem Agencja udzieliła pomocy 250 000 ocalonych Żydów. W latach 1945–1948 Agencja posługując się 65 „nielegalnymi” statkami przerzuciła tych żydowskich imigrantów do Mandatu Palestyny. Jednak część z tych statków została przechwycona przez Brytyjczyków, którzy internowali 51 000 Żydów.
Koniec wojny wysunął na pierwszy plan działań walkę o państwowość izraelską. Pod przewodnictwem Agencji Żydowskiej w październiku 1945 została podpisana ugoda pomiędzy Haganą, Irgunem i Lechi, aby utworzyć zjednoczony ruch oporu, który obejmował wspólne operacje przeciwko Brytyjczykom. W odpowiedzi brytyjskie władze mandatowe aresztowały licznych członków kierownictwa Agencji. Począwszy od 1946 agencja podjęła zadania zakupu broni, amunicji itp. Gdy 29 listopada 1947 ONZ podjęło decyzję o podziale Mandatu Palestyny, Agencja Żydowska zaangażowała się w utworzenie żydowskiej Rady Państwowej i Krajowego Rządu. 11 marca 1948 Arabowie zdetonowali samochód-pułapkę przed budynkami Agencji Żydowskiej w Jerozolimie. Tuż obok znajdował się gmach amerykańskiego konsulatu. W zamachu zginęło 12 osób, a 44 zostały ranne.

### Agencja Żydowska dla Izraela
Wraz z ogłoszeniem niepodległości Izraela, Państwowa Rada i Krajowy Rząd stały się tymczasowym zgromadzeniem ustawodawczym i rządem, a dyrektor generalny Agencji Żydowskiej Dawid Ben Gurion został pierwszym premierem Izraela. Równocześnie zmieniono oficjalną nazwę z Agencji Żydowskiej dla Palestyny na obecną Agencja Żydowska dla Izraela (ang. Jewish Agency for Israel). Agencja zrzekła się wielu ze swoich funkcji na rzecz organów państwowych, ale zachowała odpowiedzialność za organizację imigracji, ośrodki pomocy społecznej, pracę z młodzieżą, i związki z Żydami w innych krajach na świecie. Zostało to potwierdzone przez Światową Organizację Syjonistyczną w dniu 24 listopada 1952. Formalne sprawy prawne zostały uregulowane przez ustawę „Prawo o Statusie Światowej Organizacji Żydowskiej i Agencji Żydowskiej”. W czerwcu 1968 utworzono Ministerstwo Absorpcji Imigracji, które przejęło część zadań od Agencji Żydowskiej.
Od 1948 Agencja Żydowska była odpowiedzialna za przyjazd do Izraela ponad 3 milionów żydowskich imigrantów z całego świata. Po przyjeździe do kraju, nowi imigranci są kwaterowani w specjalnie w tym celu utworzonych 32 ośrodkach. Przechodzą tam proces nauki języka hebrajskiego, zapoznają się z kulturą i historią Izraela, oraz mają możliwość ukończenia kursów zawodowych. Agencja wywarła wielki wpływ gospodarczy i kulturalny na państwo Izrael. Działania Agencji obejmowały rozwój państwowej linii lotniczej El Al, zapewnienie dostaw wody, rozwój firm deweloperskich, rolniczych przedsiębiorstw, spółek zarządzających nieruchomościami, krajowego teatru i centrum kongresowego, muzea itp. Agencja wybudowała 480 nowych wsi, zapewniając ich pełne wyposażenie, inwentarz żywy i irygację. Ich łączna produkcja w późnych latach 60. stanowiła 70% całkowitej rolniczej produkcji kraju.
Obecnie Agencja łączy Żydów na całym świecie z Izraelem. Główna działalność Agencji koncentruje się na ratowaniu Żydów przed nędzą, ułatwiając powrót do Izraela i zapewniając edukację. Swoje programy realizuje w blisko 80 krajów na pięciu kontynentach przez sieć ponad 450 wysłanników. W 2002 suma wydatków Agencji wyniosła 403 miliony dolarów.

## Działalność Agencji
Agencja Żydowska dla Izraela koncentruje się na trzech głównych obszarach działalności:
- pomoc w aliji (imigracji Żydów do Izraela)
- wspieranie żydowskiej edukacji na świecie i utrzymywanie ciągłości kontaktów z żydowską diasporą
- wzmacnianie żydowskiej społeczności w Izraelu

Agencja jest strategicznym partnerem państwa i rządu izraelskiego.

## Dyrektorzy Agencji
Kolejnymi dyrektorami generalnymi Agencji Żydowskiej byli:

- Arthur Ruppin (1933–1935)
- Dawid Ben Gurion (1935–1948)
- Berl Locker (1948–1956)
- Zalman Szazar (1956–1961)
- Mosze Szaret (1961–1965)
- Arje Lous Pinkus (1965–1973)
- Pinchas Sapir (1974–1975)
- Josef Almogi (1975–1978)
- Arje Dolchin (1978–1987)
- Simcha Dinic (1987–1994)
- Awraham Burg (1995–1999)
- Salaj Meridor (1999–2005)
- Ze’ew Bielski (2005–2009)
- Natan Szaranski (2009–2018)
- Jicchak Herzog (od 2018)[7]